# Cernuella neglecta
Cernuella neglecta е вид охлюв от семейство Hygromiidae. Видът не е застрашен от изчезване.

## Разпространение и местообитание
Разпространен е в Белгия, Германия, Испания, Италия, Люксембург, Нидерландия, Полша, Словения, Франция (Корсика), Хърватия, Чехия, Швейцария и Швеция. Внесен е в Австрия.
Обитава градини, ливади и дюни.

## Описание
Популацията на вида е стабилна.